# Baol
(Incipit di Baol, capitolo primo)
Baol. Una tranquilla notte di regime è un romanzo distopico di Stefano Benni, pubblicato nel 1990 dalla casa editrice Feltrinelli.

## Ambientazione
Le vicende narrate sono ambientate in un ipotetico 1990, in una città mai nominata di un immaginario paese retto da un grottesco regime (chiamato appunto il Regime) a cui capo c'è il Gran Gerarca degli industriali Enoch e la sua cerchia di gerarchi secondari, gerarchetti, dirigenti e manageri. La realtà primaria viene alterata da compositori che la mescolano con realtà composta, e su tutto aleggia lo spirito del tempo.

## Trama
La voce narrante del libro (nonché alter ego dell'autore) è Bedrosian Melchiade Baol, un mago buono dell'antica arte magica baol, che all'inizio della storia se ne sta in disparte a bere fernet al bar Apocalypso. Non vorrebbe mettersi nuovamente in gioco, ma viene esortato a salvare l'onore di Grapatax, ex principe dei comici ritiratosi dall'attività e creduto morto, con una missione segreta: il Gran Gerarca del Regime vorrebbe ridurre Grapatax alla stregua di buffone diffondendo un filmato falso, quindi Baol è pregato di penetrare nell'Archivio Zero e trovare in fretta il nastro originale. Il mago non sembra molto propenso all'azione, ma si convince dopo avere saputo che il viaggio potrebbe significare la conoscenza del suo segreto e il ritrovamento dell'amata e perduta Alice. Perché ogni mago baol ha un proprio segreto, che potrà conoscere solo da vecchio. Contemporaneamente Atharva, compositore di realtà per il Regime, viene a contatto con un filmato che lo sconvolge e decide di indagare per capirne il motivo. Questo lo condurrà a incrociare la strada con il protagonista.

## Personaggi
- Melchiade Saporog'zie Bedrosian Baol: protagonista del romanzo, mago baol con trascorsi di militanza in gruppi clandestini contro il Regime. Ma il passato "è come certi torturati: duro a morire.". Come ogni baol, ha un segreto, ma potrà conoscererlo solo quando sarà il momento. E il momento è arrivato.
- Alice Auck, un metro e mezzo di gambe, la donna che ha devastato la vita del protagonista. Lo lasciò tanti anni fa. Ora torna sotto altro aspetto, ma si chiama sempre Alice.
- Saverio Antonio De Grapatax, il più grande comico di tutti i tempi. Era il migliore, poi si diede per morto. Ora ha bisogno dell'aiuto di un baol.
- Mara May la regina del porno muto, la prima, l'unica. Ha settant'anni ma non demorde. Contatta il protagonista per conto di Grapatax.
- Gli gnocchetti: Raul, Bobo, Nick, i famosi acrobati comici. Erano in 4, poi lo spirito dei tempi si è preso uno di loro, ed ora aiutano Grapatax.
- René la Mucca: ex campione mondiale di catch. Aiuterà il protagonista nella sua missione.
- Nathaniel Martino Atharva: compositore di realtà per conto del Regime. Misantropo, non sopporta la realtà primaria e vive a sei gradi sottozero in mezzo ai suoi amati computeri. Ha un fiocco bianco tatuato sulla mano destra, proprio come il protagonista. Vuole entrare anche lui all'Archivio Zero, dove il Regime custodisce la realtà primaria più pericolosa.

## Edizioni
- Stefano Benni, Baol, collana I Narratori, Feltrinelli, 1990,  p. 208, ISBN 978-88-88838-44-1.
- Stefano Benni, Baol, collana Universale Economica Feltrinelli, Feltrinelli, 2002,  p. 152, ISBN 978-88-07-81198-2.